# Molophilus (Molophilus) gressittianus
Molophilus (Molophilus) gressittianus is een tweevleugelige uit de familie steltmuggen (Limoniidae). De soort komt voor in het Australaziatisch gebied.